# Laurent Carraro
Pour les articles homonymes, voir Carraro.
Laurent Carraro est un mathématicien français, universitaire HDR, né le 11 octobre 1961 à Lyon. Après avoir été directeur de Télécom Saint-Étienne, il est du 27 février 2012 au 26 février 2017 directeur général d'Arts et Métiers ParisTech, et devient consultant indépendant spécialisé dans le secteur de l'enseignement supérieur.

## Parcours
Laurent Carraro effectue ses études à l'Université Claude Bernard Lyon 1, où il passe sa thèse de doctorat en 1985 et où il prépare l'agrégation de mathématiques qu'il obtient en 1986. Il y est alors détaché sur un poste de maître de conférences.
Il enseigne ensuite les mathématiques dans l'enseignement supérieur, en débutant à l'École normale supérieure de Lyon avant de rejoindre l'École nationale supérieure des mines de Saint-Étienne où il obtient le plus haut grade de professeur de classe exceptionnelle.
De 2006 à 2008, il est aussi conseiller scientifique au ministère de l'Enseignement supérieur et de la Recherche, puis de 2008 à 2011 il dirige Télécom Saint-Étienne.
À partir de 2009, il est membre de la Conférence des directeurs des écoles françaises d'ingénieurs, et en devient conseiller à la présidence en 2011.
Le 20 février 2012, il est nommé administrateur provisoire d'Arts et Métiers ParisTech, établissement d'enseignement supérieur dont il devient directeur général le 27 février 2012, par décret du président de la République.
Le 19 décembre 2014, il est élu président de la ComUE HeSam Université, fonction qu'il assume jusqu'en février 2016.
Il réalise des missions d'expertises pour le compte du ministère de l'Enseignement supérieur et de la Recherche et l'École nationale supérieure des mines de Saint-Étienne entre mars 2017 et août 2017 avant de devenir consultant indépendant.

## Publications
- (avec Pierre Crépel) Louis Bachelier,  ou [PDF], Images des mathématiques, CNRS, 2006.

## Distinctions
- Chevalier de la Légion d'honneur (2011)[4]